# Alon Abutbul

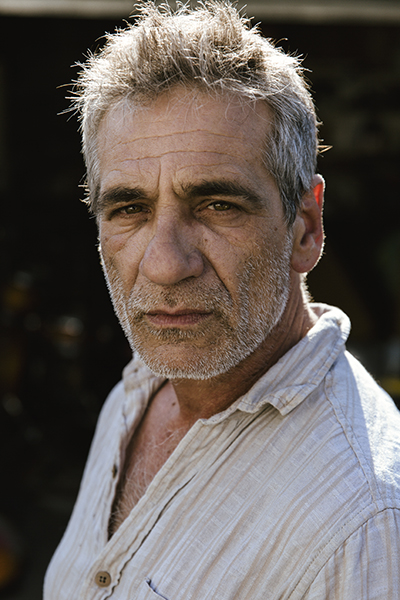
Alon Abutbul, 2019

Alon Moni Abutbul (hebräisch אלון מוני אבוטבול; * 28. Mai 1965 in Kirjat Ata, Israel; † 29. Juli 2025 in Habonim Beach, Israel) war ein israelischer Schauspieler, der durch die Rolle des Dr. Pavel in The Dark Knight Rises bekannt wurde. 

## Leben
Alon Abutbul wurde als Sohn einer sephardischen Familie in Kirjat Ata geboren, seine Mutter stammte aus Ägypten, sein Vater aus Algerien. Sein Bruder Avraham (1961–2012) war ebenfalls als Schauspieler tätig. Abutbul besuchte die Thelma Yellin High School of Arts in Givatayim.
Abutbul spielte ab den 1980er Jahren in israelischen sowie in Hollywoodfilmen. Ab 2007 spielte er vornehmlich in Hollywoodproduktionen.
Er lebte mit seiner Partnerin Shir Bilya in Los Angeles und hatte vier Kinder.

## Filmografie (Auswahl)
- 1983: Fun – Süsse Früchtchen zum Vernaschen (Hapnimiyah)
- 1985: Bar 51
- 1986: Liebe ist ein Spiel auf Zeit (Every Time We Say Goodbye)
- 1988: Rambo III
- 2001: The Order
- 2005: München (Munich)
- 2007: Beaufort (בופ)
- 2008: Der Mann, der niemals lebte (Body of Lies)
- 2011: Fringe – Grenzfälle des FBI (Fringe, Fernsehserie, Folge 3.13)
- 2012: The Dark Knight Rises
- 2013: Low Winter Sun (Fernsehserie, 7 Folgen)
- 2016: London Has Fallen
- 2017: Undisputed IV – Boyka Is Back (Boyka: Undisputed IV)
- 2017: Twin Peaks (Fernsehserie, Folge 3.13)
- 2017–2022: Snowfall (Fernsehserie, 25 Folgen)
- 2018: Beirut
- 2020: Hawaii Five-0 (Fernsehserie, Folge 10.13)
- 2021: Lansky – Der Pate von Las Vegas (Lansky)
- 2022–2023: FBI: International (Fernsehserie, 2 Folgen)
- 2025: The German (Fernsehserie)